# Legion Niezwykłych Tancerzy: Tajniki Siły Ra
Legion Niezwykłych Tancerzy: Tajniki Siły Ra (oryg. The LXD: Secrets of the Ra) – amerykański film muzyczny z 2011 roku w reżyserii Jona M.Chu twórcy i reżysera filmów takich jak Step Up 2 i Step Up 3D.
Światowa premiera produkcji odbyła się 7 lutego 2011 roku, natomiast w Polsce był wyświetlany tylko w TV przez stację TVN.